# UK Albums Chart
De UK Albums Chart is een hitlijst van albums in het Verenigd Koninkrijk. Het wordt wekelijks samengesteld door de The Official Charts Company. Elke zondag wordt de top 40 van de beste albums uitgezonden door BBC Radio 1 en door de Music Week wordt de top 75 gepubliceerd. De UK Albums Chart is minder bekend in de media dan zijn tegenhanger, de UK Singles Chart, omdat over het algemeen verkoopcijfers er meer toe doen dan een hoogste positie van een album. Ondanks dit en innovaties in de muziekwereld zoals de iPod en mp3-spelers was er in 2005 een record in het verkoop van albums, met een opbrengst van 126,2 miljoen pond in het Verenigd Koninkrijk. 
Een album kan pas kans maken om terecht te komen in de hitlijst als het de juiste duur en prijs heeft. Het dient meer dan 3 nummers te hebben en langer te zijn dan 20 minuten. Het mag geen budgetalbum zijn; zo'n album kost volgens The Official Charts Company tussen de 0,50 en 4,24 pond.
Vóór de UK Albums Chart waren er twee andere officiële hitlijsten voor albums: de hitlijst van het muziektijdschrift Melody Maker (8 november 1958 tot maart 1960) en de krant Record Retailer (1960 tot 1969). De UK Albums Chart begon met het publiceren van de hitlijsten in 1969.